# Liste der Bodendenkmäler in Bonn
Die folgende Liste enthält in der Denkmalliste ausgewiesenen ortsfesten Bodendenkmäler auf dem Gebiet der Stadt Bonn.
Basis ist die offizielle Denkmalliste der Stadt Bonn (Stand: 15. Januar 2021), die von der Unteren Denkmalbehörde geführt wird. Grundlage für die Aufnahme in die Denkmalliste ist das Denkmalschutzgesetz Nordrhein-Westfalens.
| Bild | Bezeichnung | Lage                                                                                 | Beschreibung                                                                 | Bauzeit     | Eingetragen seit | Denkmal- nummer |
| --- | --- | ------------------------------------------------------------------------------------ | ---------------------------------------------------------------------------- | ----------- | ---------------- | --------------- |
| [[Vorlage:Bilderwunsch/code!/C:50.666,7.117!/D:Römisches Wallrechteck, Kottenforst Bellerbuschallee!/\|BW]]                                     | Römisches Wallrechteck | Kottenforst Bellerbuschallee Karte                                                   | Römisches Übungslager                                                        | 1. Jahrh.   |                  | B 1             |
| [[Vorlage:Bilderwunsch/code!/C:50.664,7.108!/D:Wattendorfer Allee, Kottenforst Wattendorfer Allee!/\|BW]]                                       | Wattendorfer Allee | Kottenforst Wattendorfer Allee Karte                                                 | Römisches Übungslager                                                        | 1. Jahrh.   |                  | B 2             |
| [[Vorlage:Bilderwunsch/code!/C:50.6572,7.095!/D:Römisches Wallrechteck, Kottenforst Riesenweg!/\|BW]]                                           | Römisches Wallrechteck | Kottenforst Riesenweg Karte                                                          | Römisches Übungslager                                                        | 1. Jahrh.   |                  | B 3             |
| [[Vorlage:Bilderwunsch/code!/C:50.6585,7.0886!/D:Römisches Wallrechteck, Kottenforst Professorenweg!/\|BW]]                                     | Römisches Wallrechteck | Kottenforst Professorenweg Karte                                                     | Römisches Übungslager                                                        | 1. Jahrh.   |                  | B 4             |
| weitere Bilder | Vorgeschichtlicher Siedlungsplatz, Burg mit Kapelle (Doppelkirche) und Klosteranlage | Schwarzrheindorf Dixstraße/Arnoldstraße                                              |                                                                              |             |                  | B 5             |
| [[Vorlage:Bilderwunsch/code!/C:50.734,7.175!/D:Grabhügelgruppe, Ennert Niederholtorf!/\|BW]]                                                    | Grabhügelgruppe | Ennert Niederholtorf Karte                                                           |                                                                              |             |                  | B 6             |
| [[Vorlage:Bilderwunsch/code!/C:50.7321,7.1593!/D:Grabhügelgruppe, Ennert Küdinghoven!/\|BW]]                                                    | Grabhügelgruppe | Ennert Küdinghoven Karte                                                             |                                                                              |             |                  | B 7             |
| weitere Bilder | „Venner Ringwall“ | Kottenforst Karte                                                                    |                                                                              |             |                  | B 8             |
| weitere Bilder | Steiner Häuschen | Oberkassel Büchelstraße Karte                                                        |                                                                              | 10. Jahrh.  |                  | B 9             |
| BW | Römisches Wallrechteck „Oben der Kreyermaar“ | Duisdorf Karte                                                                       |                                                                              |             |                  | B 10            |
| | Trümmerpodien | Kottenforst Venner Allee                                                             |                                                                              |             |                  | B 11            |
| | Römische Hafenanlage | Leinpfad/Rheinufer                                                                   |                                                                              |             |                  | B 12            |
| | Tonnengewölbe des Sterntors | Bonn-Zentrum Sterntorbrücke / Berliner Platz                                         | Sieben Tonnengewölbe der Brücke vom äußeren Sterntor über den Festungsgraben | 17. Jahrh.  |                  | B 13            |
| [[Vorlage:Bilderwunsch/code!/C:50.715312,7.045781!/D:ehemalige Wasserburg Duisdorf, Duisdorf Bahnhofstraße 22–28/Am Burgweiher!/\|BW]]          | ehemalige Wasserburg Duisdorf | Duisdorf Bahnhofstraße 22–28/Am Burgweiher Karte                                     |                                                                              |             |                  | B 14            |
| weitere Bilder | Fundamentreste der ehem. Synagoge | Bonn-Zentrum Moses-Hess-Ufer Karte                                                   |                                                                              | 1877–1878   | 17. August 1987  | B 15            |
| | Neusteinzeitliche Wallanlage | Venusberg Robert-Koch-Straße                                                         |                                                                              |             |                  | B 16            |
| | Römerzeitliche Thermenanlage | Südstadt Adenauerallee 19                                                            |                                                                              |             |                  | B 17            |
| | Niederl. Befestigungswerk „Pfaffenmütz“ | Beuel Kemper Werth                                                                   |                                                                              |             |                  | B 18            |
| | Stadtbefestigung 17. Jahrhundert, Reste der Maximilian-Bastion | Bonn-Zentrum Münsterstraße/Maximilianstraße                                          |                                                                              | 17. Jahrh.  |                  | B 19            |
| weitere Bilder | mittelalterliche Burganlage Limperich | Limperich Weinbergweg 34                                                             | Mittelalter                                                                  |             |                  | B 20            |
| weitere Bilder | Wolfsburg | Schwarzrheindorf An der Wolfsburg 5 Karte                                            |                                                                              |             |                  | B 21            |
| | ehemaliges Römisches Legionslager | Bonn-Castell Augustusring                                                            |                                                                              | 1. Jahrh.   |                  | B 22            |
| | Römischer Vicus | Gronau Adenauerallee u. a.                                                           |                                                                              | 1. Jahrh.   |                  | B 23            |
| | Kloster Marienforst | Schweinheim Marienforster Straße                                                     |                                                                              |             | 27. Juni 1990    | B 25            |
| | Teilbereich: Römische Siedlung (Lagervorstadt)/mittelalterliche und neuzeitliche (17. Jh.), Stadtbefestigung (Rhein-Bastion bzw. Bastion „St. Michael“ und Bastion „Camus“ bzw. „St. Clemens“) | Bonn-Zentrum Wachsbleiche / Fritz-Schröder-Ufer / Theaterstraße / Welschnonnenstraße |                                                                              |             |                  | B 26            |
| | Römisches Grabenrechteck, Übungslager | Brüser Berg Gaußstraße/Newtonstraße                                                  |                                                                              |             |                  | B 27            |
| | „Römische Siedlung“ Bonn, Teilbereich Hofgarten/Stadtgarten | Bonn-Zentrum/Südstadt Am Hofgarten / Adenauerallee u. a.                             |                                                                              | 1. Jahrh.   |                  | B 28            |
| | Römischer Vicus, Teilbereich | Gronau Heussallee 2–10 / Friedrich-Ebert-Allee                                       |                                                                              |             |                  | B 29            |
| [[Vorlage:Bilderwunsch/code!/C:50.722,7.134!/D:„Müllestomp“, Turmruine und Turmhügel Limperich, Limperich Am Müllestomp/Wolkenburgweg 6!/\|BW]] | „Müllestomp“, Turmruine und Turmhügel Limperich | Limperich Am Müllestomp/Wolkenburgweg 6 Karte                                        |                                                                              |             |                  | B 30            |
| | Römische Kellermauerreste | Gronau Adenauerallee / Rheinweg / Coburger Straße                                    |                                                                              |             |                  | B 31            |
| | Teilbereich römischer Vicus | Gronau Raiffeisenstraße 2–4                                                          |                                                                              |             |                  | B 32            |
| | Römisches Gräberfeld Siedlung | Bonn-Zentrum Münsterplatz                                                            |                                                                              |             |                  | B 33            |
| | Römische Siedlungsreste und Gräber | Bonn-Castell Irmintrudisstraße/Nordstraße                                            |                                                                              |             |                  | B 34            |
| weitere Bilder | Wasserburg Lede | Vilich An der Burg Lede Karte                                                        |                                                                              | Mittelalter |                  | B 35            |
| | mittelalterliche Abschnittsbefestigung Hardtberg, Teilbereich | Duisdorf Eichhörnchenweg                                                             |                                                                              | Mittelalter |                  | B 36            |
| | Stiftsbereich Vilich | Vilich                                                                               |                                                                              |             |                  | B 37            |
| | Übungslager | Morsacker                                                                            |                                                                              |             |                  | B 38            |
| | |                                                                                      | Trasse Reichsautobahn Bonn-Trier                                             |             |                  | B 39            |
| | | Adendorfer Bahn                                                                      | Römisches Übungslager                                                        |             |                  | B 40            |
| | | Villiper Allee/Langer Weg                                                            | Römisches Übungslager                                                        |             |                  | B 41            |
| | | Professorenweg                                                                       | Römisches Übungslager                                                        |             |                  | B 42            |
| | | Wattendorfer Allee 2                                                                 | Römisches Übungslager                                                        |             |                  | B 43            |
| | | Gimmersdorfer Weg/Buchholzerweg                                                      | Römisches Übungslager                                                        |             |                  | B 44            |